# Кахон
Кахо̀н (Cajón) е перуански музикален перкусионен инструмент от групата на идиофонните инструменти.
Кахонът представлява голяма правоъгълна кутия с отвор, който изглежда като този на китарата, от едната страна. Стандартните размери на кахона са 30х30х50 см, като може да варират. Звукоизвличането се получава чрез удряне с ръце по предната повърхност, която е от тънко дърво или шперплат. Кахонът произвежда ярък, мелодичен звук с отличителна вибрато, което допринася за характерното му звучене. Инструментът често се използва за акомпаниране на пеене, особено фолклорна музика, и също така може да се чуе в съвременната южноамериканска музика, както и в световен контекст.
В допълнение към традиционната си употреба, кахонът се радва на възраждане на популярността в световен мащаб, особено сред музикантите, интересуващи се от латиноамериканската и етно музиката. Днес могат да бъдат намерени различни стилове и дизайни на кахон, отразяващи неговото разнообразно културно влияние.